# Laid to Rest
Laid to Rest è un film slasher del 2009 scritto e diretto da Robert Green Hall.

## Trama
Una giovane si risveglia senza memoria in un obitorio e si rende conto che uno spietato assassino con indosso una maschera a forma di teschio cromato e con una telecamera legata alla spalla le dà la caccia.

## Produzione
Le riprese si sono svolte nel Maryland meridionale tra l'aprile e il maggio 2008.

## Distribuzione
Il film è stato distribuito nelle sale statunitensi in distribuzione limitata il 18 marzo 2009. mentre in Italia è stato distribuito solo nel 2020 in una versione sottotitolata dalla piattaforma indipendente HODTV insieme al suo sequel Chromeskull: Laid to Rest 2, attualmente non è disponibile una versione doppiata.

## Accoglienza
L'aggregatore di recensioni Rotten Tomatoes riporta un indice di gradimento pari all'80%.

## Sequel
Nel 2011 Robert Green Hall ha realizzato un sequel, Chromeskull: Laid to Rest 2. Un prequel intitolato Laid to Rest:Exhumed era previsto per il 2017, ma poi  è stato rimandato al 2018 e in seguito a data da destinarsi per via del fallimento di una campagna di crowdfunding (inizialmente su Kickstarter in seguito su Indiegogo) fatta dal regista Robert Green Hall. che si rivelò un fallimento e, prima che il regista potesse trovare un produttore morì nel 2021. La madre di Robert Green Hall chiese all'attore Brian Austin Green (apparso nel secondo film della serie) di finire il lavoro di Robert, ma dal 20 Agosto 2023 non ci sono più notizie sullo sviluppo del film ed è da considerarsi in development hell.